# Heinrich Hüttmann

Heinrich Hüttmann

Heinrich Hüttmann (* 20. November 1868 in Schönwalde; † 22. Oktober 1928 in Frankfurt am Main) war ein deutscher Politiker (SPD, USPD).

## Leben und Wirken
Hüttmann wurde als Sohn eines Landarbeiters in einer Gutskate des damaligen großherzoglich-oldenburgischen Dorfes Schönwalde geboren. Nach dem Besuch der Landschule von Schönwalde in den Jahren 1875 bis 1884 absolvierte er bis 1887 eine Maurerlehre in Eutin. Von 1887 bis 1899 war er in verschiedenen nord- und mitteldeutschen Orten als Bauarbeiter tätig.
Um 1890 trat Hüttmann in die Sozialdemokratische Partei Deutschlands (SPD) ein. In der Frankfurter SPD-Organisation schloss er zumal enge Freundschaft mit Wilhelm Dittmann. Von 1895 bis 1898 war Hüttmann Vorsitzender des Maurerverbandes. 1901 wurde er Gewerkschaftssekretär. Von 1901 bis 1928 war er Bezirksleiter des Maurer- beziehungsweise des Bauarbeiterverbandes und von 1904 bis 1924 Stadtverordneter in Frankfurt am Main.
Im Januar 1912 zog Hüttmann in den Reichstag des Kaiserreiches ein, in dem er bis zum Zusammenbruch der Monarchie im November 1918 als Abgeordneter den Wahlkreis Reichstagswahlkreis Regierungsbezirk Kassel 2 vertrat.
Ende 1917, während des Ersten Weltkriegs, verließ Hüttmann die SPD, um sich der Unabhängigen Sozialdemokratischen Partei Deutschlands (USPD) anzuschließen. Im Raum Frankfurt gehörte er neben Robert Dißmann und Toni Sender zu den Führern der SPD.
Knapp zweieinhalb Jahre später, im Februar 1921 wurde er für die USPD als Abgeordneter in den Preußischen Landtag gewählt, dem er aber nur bis März 1921 angehörte, als es ihm gelang nach Neuwahlen in den Reichstagswahlkreisen 1 und 14 am 20. Februar auf Reichswahlvorschlag in den im Juni 1920 gewählten ersten Reichstag der Weimarer Republik einzuziehen. 1922 verließ Hüttmann die USPD und kehrte zur SPD zurück, deren Reichstagsfraktion er sich auch anschloss. Nach seiner Wiederwahl bei den Wahlen vom Mai 1924 und Dezember 1924 gehörte er dem Reichstag noch zwei Legislaturperioden lang als Vertreter des Wahlkreises 19 (Hessen-Nassau) an.
Hüttmann starb 1928 in Frankfurt. Ein Nachruf in den Sozialistischen Monatsheften hob hervor, dass er „viel […] für die Aufwärtsentwicklung der Arbeiterklasse in Deutschland“ geleistet habe. Ludwig Heyde kennzeichnete ihn wiederhum einen „der eifrigsten Führer und Kämpfer [der Arbeiterbewegung] sowie einen prächtigen Menschen und Charakter.“